# 1928年アムステルダムオリンピックの陸上競技・男子三段跳

公式映像

1928年アムステルダムオリンピックの陸上競技・男子三段跳（1928ねんアムステルダムオリンピックのりくじょうきょうぎ・だんしさんだんとび）は、1928年8月2日に開催された。日本代表の織田幹雄が金メダルを獲得し、日本人初のオリンピック金メダリストとなった。また南部忠平が4位に入賞し、同日に行われた女子800mでは人見絹枝が銀メダルを獲得するなど、この日は日本の陸上競技が世界最高水準に達した記念すべき日となった。

## 開催前の状況
前回1924年パリオリンピックでは、ニック・ウィンター（オーストラリア）が15m525の世界新記録・オリンピック新記録を跳んで優勝していた。アムステルダムオリンピックにもウィンターは出場するが、練習中に左脚膝関節を負傷し、その傷が癒えぬまま出場することを余儀なくされ、「自分には勝算はないが、自分が出ないとチームの士気に関わるので出る」と競技前に語り、勝つ見込みのある選手は、日本の織田幹雄（早稲田大学競走部所属）かビルホ・ツーロス（フィンランド）だろうと話した。ウィンターに名を挙げられた織田は、パリオリンピックの14m35から1927年には15m52まで記録を伸ばし、十分優勝圏内だと見られていた。さらに1928年のオリンピック予選で15m41を跳び、アムステルダム入りした後も好調をキープしていたことから、日本人の間で「もしかしたら」という思いが高まっていた。ウィンターが挙げたもう1人のツーロスは、オリンピックの国内予選で15m57の世界新記録を叩き出しており、体格や跳躍力では織田よりも格上だった。
このほか、エリッキ・ヤルヴィネン（フィンランド）とリーヴァイ・ケーシー（アメリカ）が有力選手と見られ、もう1人の日本代表である南部忠平（早大所属）も決勝進出が期待されていた。ただし南部本人はスランプに陥っており、前年の9月には人見絹枝から走幅跳の勝負を挑まれ、1cm差で敗北するという苦しみを抱えていた。
この種目は、陸上競技の開幕から5日目に開催された。当日の午後は、男子三段跳のほか、住吉耕作（早大所属）が出場する男子やり投、人見絹枝（大阪毎日新聞所属）が出場する女子800m決勝も実施されており、日本人の観戦者にとってはどれに注目すべきか悩ましいところであった。なお、前日夜の雨で土の助走路は濡れて柔らかくなっており、選手たちはこの柔らかい助走路をどう攻略するかに苦心することとなる。
なお、当時の日本に「三段跳」という言葉はなく、英語のhop step and jumpをそのままカタカナにした「ホップステップアンドジャンプ」を正式な種目名とし、あまりに長いので新聞では「ホ・ス・ジャンプ」と略記し、選手間では「ホスジャン」と呼んでいた。これに日本語名を付けようと1929年に関東学生陸上競技連盟の北沢清が提案し、織田が考案した「三段跳」の名が採用され、定着した。

## 結果

### 予選
出場選手は2組に分かれて予選を行い、組での順位に関わらず、記録上位6人が決勝に進出した。
1組には、ウィンター、織田、ツーロスらが出場した。織田は2回目の試技で15m13、3回目の試技で15m21を跳んでトップで予選を通過した。記録が公認される競技会で織田が15m超えを達成したのは初めてであり、助走を緩めても15m13を跳べたことが、次の試技での15m21につながった。国内大会で世界記録を出していたツーロスは、雨後の助走路を気にして思うような跳躍ができず、14m73で1組2位で通過した。前回覇者のウィンターは、膝の傷と助走の踏み切りが合わなかったことが原因で14m15と振るわず、予選落ちとなった。ウィンターに代わって、14m70をマークしたトイミ・トゥリコウラ（フィンランド）が1組3位で予選を突破した。織田はオランダ代表のウィレム・ペーテルスの動向も警戒していたが、地元応援団の大声援がプレッシャーになったのか、踏切板の50 cm手前で踏み切ったり、ファールを繰り返したりして予選落ちした。
2組には、15m47の自己ベストを持つヤルヴィネン、アメリカの三段跳の第一人者であるケーシー、南部らが出場した。結果、南部が15m01で2組1位の成績で予選を通過、続いて2位のケーシー、3位のヤルヴィネンが決勝進出者となった。
予選とはいえ、両組のトップを織田と南部が占めたことで、日本人の応援者は、幸先の良いスタートに笑顔を抑えることができなかったという。
| 順位 | 選手                             | 国               | 記録  |
| ---- | -------------------------------- | ---------------- | ----- |
| 1    | 織田幹雄                         | 日本             | 15.21 |
| 2    | 南部忠平                         | 日本             | 15.01 |
| 3    | リーヴァイ・ケーシー             | アメリカ合衆国   | 14.93 |
| 4    | ビルホ・ツーロス                 | フィンランド     | 14.73 |
| 5    | トイミ・トゥリコウラ             | フィンランド     | 14.70 |
| 6    | エリッキ・ヤルヴィネン           | フィンランド     | 14.65 |
| 7    | ウィレム・ペーテルス             | オランダ         | 14.55 |
| 8    | ヴァイノ・ライニオ               | フィンランド     | 14.41 |
| 9    | シドニー・ボウマン               | アメリカ合衆国   | 14.35 |
| 9    | ジャン・ブランカース             | オランダ         | 14.35 |
| 11   | ロイド・ブルジョワ               | アメリカ合衆国   | 14.28 |
| 12   | ニック・ウィンター               | オーストラリア   | 14.15 |
| 13   | ハイス・ラモレー                 | オランダ         | 14.08 |
| 14   | イムレ・フェケテ                 | ハンガリー       | 14.07 |
| 15   | ステーフ・ファン・ムッシャー     | オランダ         | 13.93 |
| 16   | アレックス・マンロー             | カナダ           | 13.87 |
| 17   | コンスタンティノス・ペトリディス | ギリシャ         | 13.83 |
| 18   | ヘルマン・ブルークマン           | デンマーク       | 13.82 |
| 19   | テオ・フェラン                   | アイルランド     | 13.73 |
| 20   | ボブ・ケリー                     | アメリカ合衆国   | 13.64 |
| 21   | アリルド・レンス                 | ノルウェー       | 13.39 |
| 22   | フェレンツ・モルナール           | ハンガリー       | 13.36 |
| 23   | ウィルフリッド・カローガー       | ニュージーランド | 12.94 |
| 24   | ヨハネス・フィルヨーン           | 南アフリカ       | 12.49 |

### 決勝
三段跳の決勝を前に、トラックでは女子800mの決勝が行われ、人見絹枝が銀メダルを獲得した。このレースを織田と南部も見ており、ゴール後にうつ伏せに倒れていた人見を、2人で肩を貸して三段跳のピット前まで連れて行った。
決勝には両組をトップで通過した日本の2人、フィンランド勢3人、アメリカ1人の6人で争われた。3回の試技が行われ、予選よりも良い記録が出れば、その記録が選手の記録となり、予選よりよい記録が出なければ、予選時の記録で順位が決定された。
1回目の試技は、織田がかなり跳んだのではと思われたが、ファールを宣告され、南部やケーシーもファールと判定された。フィンランド勢3人は全員セーフの判定だったが、ツーロスが予選の記録を上回っただけで順位の変動はなかった。2回目の試技は、織田がステップで十分な高さを得られず記録は伸びず、南部は助走路に立った時に、なぜかアメリカの国旗が掲げられて数分間立ち往生したのが影響してか、記録は不振であった。ツーロスは予選で跳べなかった15m台に乗せて、南部の記録を上回った。後の3人はファールだった。
最後となる3回目の試技は、織田がきれいなフォームで予選の記録を更新したかに見えたが、ファールの判定を受けた。（織田の感覚では15m20くらい跳べたという。）南部は成功させたが、予選の記録は更新できなかった。続いて跳んだケーシーは踏み切りを成功し、15m17でツーロス、南部を抜いて2位に躍進した。残るはフィンランド勢3人だけであり、彼らが15m21を超さなければ、織田の金メダルが確定するという場面であった。特にツーロスの記録に熱視線が集まる中、ツーロスは15m級の跳躍を魅せたが、織田の記録を超すことはなかった。この緊張の数分から解放された山本忠興監督は安堵のあまり、隣で観戦していた野口源三郎にもはっきりと聞き取れるような大きなため息を漏らした。こうして織田の金メダルが確定し、選手らは続々と織田に握手を求め、報道陣は織田を囲んで写真を撮り始めた。
| 順位 | 選手                   | 国             | Q1    | Q2    | Q3    | F1    | F2    | F3    | 結果  | 備考 |
| ---- | ---------------------- | -------------- | ----- | ----- | ----- | ----- | ----- | ----- | ----- | ---- |
| 1    | 織田幹雄               | 日本           | 15.02 | 15.13 | 15.21 | x     | 14.30 | x     | 15.21 |      |
| 2    | リーヴァイ・ケーシー   | アメリカ合衆国 | 14.13 | 14.53 | 14.93 | x     | x     | 15.17 | 15.17 |      |
| 3    | ビルホ・ツーロス       | フィンランド   | x     | 14.13 | 14.73 | 14.97 | 15.09 | 15.11 | 15.11 |      |
| 4    | 南部忠平               | 日本           | 14.75 | 14.35 | 15.01 | x     | 14.21 | 15.00 | 15.01 |      |
| 5    | トイミ・トゥリコウラ   | フィンランド   | 14.37 | 14.53 | 14.70 | 14.34 | x     | 14.62 | 14.70 |      |
| 6    | エリッキ・ヤルヴィネン | フィンランド   | 14.63 | 14.65 | 14.23 | 14.06 | x     | x     | 14.65 |      |

## その後
決勝終了から5分ほど経過したのち、表彰式に移った。当時の表彰式は、選手が表彰台に上がってメダルを授与されるというものではなく、競技場内に国旗を掲揚し、国歌を演奏するというものであり、選手はフィールドからその様子を見守っていた。このとき、特大の日章旗が掲げられ、君が代が途中の「千代に八千代に」から演奏されたというエピソードがある。前者は、「アムステルダムオリンピック組織委員会が日本の優勝はありえないだろう、と思っていたことから旗を準備しておらず、慌てて日本選手団の持参した国旗を借り、他国よりも大きな国旗が掲げられた」という説が語られることがあるが、実際には山本監督が「織田が優勝した時に包んでやれ」と南部に預けていた大きな国旗を、織田の優勝に歓喜した南部が係員に持ち込んで「これを揚げてくれ」と頼み込んだのが真相である。後者は、音楽隊がほとんど練習していなかった君が代をぶっつけ本番で演奏したため、途中からになってしまったとされる。
織田幹雄は、報道陣に囲まれても、国旗が掲揚されても、どこか優勝を実感できないでいたが、控室に戻ると広田弘毅オランダ公使をはじめ、日本選手団役員・選手一同が君が代を合唱して勝利を祝したことでようやく金メダルを取ったと実感できたという。なお、金メダルは閉会式でウィルヘルミナ女王が選手1人ひとりに直々に手渡したが、織田は閉会式を待たずにフランスへ渡ったため、200m平泳ぎの金メダリストである鶴田義行が代理で受け取った。
宿舎のあるザンダムに戻ると、子供たちが町の入り口で日の丸を振って出迎え、宿舎のレストランには住民有志から寄せられたユリの花が2カゴ置かれていた。夕食は祝膳となり、この日のために日本から持ち込んだアズキと餅を使って赤飯と雑煮が食卓に並んだ。
織田と南部は次の1932年ロサンゼルスオリンピックにも連続出場したが、織田は台湾遠征中に膝を痛め、オリンピックでの活躍は期待できなくなってしまった。さらに織田の後継者と目された大島鎌吉もオリンピック予選で肉離れを起こし、選手村で火傷を負うというアクシデントが続き、南部だけが健康を保っていた。その南部はアムステルダムオリンピックの三段跳からちょうど4年後の1932年8月2日に走幅跳で銅メダル、続いて8月4日には三段跳で金メダルを獲得し、負傷した大島も三段跳で銅メダルに輝いた。さらにその次の1936年ベルリンオリンピックでも田島直人が三段跳で金メダルを獲得し、三段跳は日本のお家芸と呼ばれるようになった。しかし、第二次世界大戦後はメダル獲得者が現れず、織田は「日本の三段跳も地に墜ちたものである」と嘆いた。